# ブルページ
ブルページ (Bull Page) は、1940年代カナダの競走馬、および種牡馬。1951年のカナディアンインターナショナルステークスに勝ち、種牡馬としてニュープロヴィデンスとフレーミングページの父となった。1977年にカナダ競馬殿堂入りを果たした。

## 経歴
ケンタッキー州のウッドヴェイルファームで生まれたサラブレッドで、母はブルーラークスパー産駒のスピナウェイステークス勝ち馬アワページ、父は当時のリーディングサイアーであったブルリーという良血の出であった。1948年のイヤリングセールで38,000ドルで売りに出され、これをカナダの醸造業者エドワード・プランケット・テイラーが購入した。
しかし、当時のブルリー産駒の活躍ぶり（同年は産駒のサイテーションのアメリカ三冠達成のほか、コールタウンやビウィッチなども活躍していた）からすればこれは破格の値段であった。
その競走能力には調教師も認めるものがあったが、体調には難があったためデビューは遅れ、3歳の時にフロリダで競馬場デビューを果たした。ガルフストリームパーク競馬場で初勝利を挙げたのち、ニューヨーク州のジャマイカ競馬場の下級条件戦で2勝を挙げた。
ブルページの本領が発揮されたのは4歳の時である。この年、ブルページは本国カナダを中心に出走し、ウッドバイン競馬場のオータムハンデキャップと、ロングブランチ競馬場のカナディアンチャンピオンシップステークスで優勝した。同年は16戦して3着以内に入れなかった競走は2つだけと安定した成績を誇り、この年のカナダ年度代表馬に選出された。

## 引退後
4歳で競走馬を引退し、1952年からテイラーのナショナルスタッドファームで種牡馬となった。初年度からステークス競走勝ち馬を出すなど良い滑り出しを見せ、最終的には競走馬時代の実績以上の評価を得るに至った。ただ、牡馬の活躍馬、および後継種牡馬に恵まれず、直系の父系はほぼ残っていない。
特に代表的な産駒に、1956年生のニュープロヴィデンスと、1959年生のフレーミングページがいる。ニュープロヴィデンスはカナダ競馬史上6頭目のカナダ三冠馬になり、フレーミングページはクイーンズプレートとカナディアンオークスの変則二冠を達成した。また両者とも繁殖実績で後世に影響を残しており、ニュープロヴィデンスはストームバードの母父に、フレーミングページはイギリスの三冠馬ニジンスキーの母となった。このニジンスキーの活躍により、ブルページは1970年にイギリス・アイルランドのリーディングブルードメアサイアーに輝いている。
また、牝馬の活躍馬が多く、カナディアンオークス優勝馬を前述のフレーミングページを含めて4頭（Air Page、Yummy Mummy、Maid o' North、Flaming Page）も出している。

## 評価

### 主な勝鞍
1950年（3歳）
1951年（4歳）
カナディアンチャンピオンシップステークス、オータムハンデキャップ
2着 - キングエドワードブリーダーズカップハンデキャップ、ジョッキークラブハンデキャップ

### 年度代表馬
- 1951年 - カナダ年度代表馬

### 種牡馬成績
- 1970年 - イギリス・アイルランドリーディングブルードメアサイアー

### 表彰
- 1977年 - カナダ競馬名誉の殿堂に殿堂馬として選定される。
- ウッドバイン競馬場に「ブルページステークス」が創設されている。

## 血統表
| ブルページの血統（テディ系 / 5代内アウトブリード） | ブルページの血統（テディ系 / 5代内アウトブリード） | ブルページの血統（テディ系 / 5代内アウトブリード） | （血統表の出典）     | （血統表の出典） |
| 父 Bull Lea 1935 青鹿毛 アメリカ                   | 父の父Bull Dog 1927 青毛 フランス                  | Teddy                                              | Ajax                 | Ajax             |
| 父 Bull Lea 1935 青鹿毛 アメリカ                   | 父の父Bull Dog 1927 青毛 フランス                  | Teddy                                              | Rondeau              |                  |
| 父 Bull Lea 1935 青鹿毛 アメリカ                   | 父の父Bull Dog 1927 青毛 フランス                  | Plucky Liege                                       | Spearmint            | Spearmint        |
| 父 Bull Lea 1935 青鹿毛 アメリカ                   | 父の父Bull Dog 1927 青毛 フランス                  | Plucky Liege                                       | Concertina           |                  |
| 父 Bull Lea 1935 青鹿毛 アメリカ                   | 父の母Rose Leaves 1916 青鹿毛 アメリカ             | Ballot                                             | Voter                | Voter            |
| 父 Bull Lea 1935 青鹿毛 アメリカ                   | 父の母Rose Leaves 1916 青鹿毛 アメリカ             | Ballot                                             | Cerito               |                  |
| 父 Bull Lea 1935 青鹿毛 アメリカ                   | 父の母Rose Leaves 1916 青鹿毛 アメリカ             | Colonial                                           | Trenton              | Trenton          |
| 父 Bull Lea 1935 青鹿毛 アメリカ                   | 父の母Rose Leaves 1916 青鹿毛 アメリカ             | Colonial                                           | Thankful Blossom     |                  |
| 母 Our Page 1940 鹿毛 アメリカ                     | 母の父Blue Larkspur 1926 鹿毛 アメリカ             | Black Servant                                      | Black Toney          | Black Toney      |
| 母 Our Page 1940 鹿毛 アメリカ                     | 母の父Blue Larkspur 1926 鹿毛 アメリカ             | Black Servant                                      | Padula               |                  |
| 母 Our Page 1940 鹿毛 アメリカ                     | 母の父Blue Larkspur 1926 鹿毛 アメリカ             | Blossom Time                                       | North Star           | North Star       |
| 母 Our Page 1940 鹿毛 アメリカ                     | 母の父Blue Larkspur 1926 鹿毛 アメリカ             | Blossom Time                                       | Vaila                |                  |
| 母 Our Page 1940 鹿毛 アメリカ                     | 母の母Occult 1931 鹿毛 アメリカ                    | Dis Donc                                           | Sardanapale          | Sardanapale      |
| 母 Our Page 1940 鹿毛 アメリカ                     | 母の母Occult 1931 鹿毛 アメリカ                    | Dis Donc                                           | Lady Hamburg         |                  |
| 母 Our Page 1940 鹿毛 アメリカ                     | 母の母Occult 1931 鹿毛 アメリカ                    | Bonnie Witch                                       | Broomstick           | Broomstick       |
| 母 Our Page 1940 鹿毛 アメリカ                     | 母の母Occult 1931 鹿毛 アメリカ                    | Bonnie Witch                                       | Bonnie Star F-No.4-m |                  |